# 亚历山大·亚历山德罗维奇·沃尔科夫 (1951年)
亚历山大·亚历山德罗维奇·沃尔科夫（俄语：Александр Александрович Волков，1951年12月25日—2017年5月20日），俄罗斯政治人物，曾任乌德穆尔特共和国第一任总统。

## 生平
1951年生于布良斯克。1970年毕业于布良斯克建筑技术学校，在乌德穆尔特苏维埃社会主义自治共和国格拉佐夫切佩茨克机械厂工作。1978年毕业于彼尔姆理工学院。1986年至1989年，担任格拉佐夫市执行委员会主席。1989年至1990年，在伊热夫斯克担任乌德穆尔特苏维埃社会主义自治共和国计划委员会第一副主席。1990年至1993年，担任乌德穆尔特苏维埃社会主义共和国部长会议副主席、建设委员会主任。1993年6月至1995年4月，担任乌德穆尔特共和国部长会议主席。1995年4月至2000年11月，担任乌德穆尔特共和国国家议会主席。1993年至2001年，担任俄罗斯联邦委员会议员。2000年10月，当选乌德穆尔特共和国总统（2011年4月改称首脑）。
2014年2月19日，俄罗斯总统普京解除沃尔科夫的乌德穆尔特共和国首脑职务，同时任命索洛维约夫为共和国代理首脑。2014年3月开始担任俄罗斯联邦委员会议员、教育科学和文化委员会副主席。2017年5月20日在德国病逝。

## 荣誉
- 三级祖国功勋勋章（2010年2月18日）[4]
- 四级祖国功勋勋章（2003年8月5日）
- 亚历山大·涅夫斯基勋章（2014年7月31日）
- 友谊勋章（1996年3月9日）
- 俄罗斯联邦功勋建设者荣誉称号（2000年4月24日）
- 伊热夫斯克荣誉市民（2011年12月15日）
- 布良斯克荣誉市民（2012年3月22日）